# Масиас, Альберто
Альберто Масиас Эрнандес (исп. Alberto Macías Hernández; род. 28 декабря 1969, Гвадалахара, Мексика) — мексиканский футболист, защитник. Известен по выступлениям за клубы «Толуку» и сборную Мексики. Участник Олимпийских игр 1992 года.

## Клубная карьера
Масиас родился в Гвадалахаре и начал свою карьеру в «Толука». В команде он провёл большую часть своей карьеры и помог клубу трижды выиграть чемпионат Мексики. В 2000 году он покинул «Толуку» и на протяжении следующих пяти лет выступал за клубы «Крус Асуль», «Атлас», «Америка», «Атланте» и «Сан-Луис». В 2005 году Альберто завершил карьеру футболиста.

## Международная карьера
В 1992 году в составе олимпийской сборной Мексики Энрике принял участие в Олимпийских играх в Атланте. На турнире он сыграл в матчах против команд Дании, Австралии и Ганы.
15 ноября 2000 года в отборочном матче чемпионата мира 2002 против сборной Канады Масиас дебютировал в сборной Мексики, заменив во втором тайме Рамона Рамиреса.

## Достижения
Клубные
 «Толука»
- Чемпионат Мексики по футболу — Летний чемпионат 1998
- Чемпионат Мексики по футболу — Летний чемпионат 1999
- Чемпионат Мексики по футболу — Летний чемпионат 2000

 «Америка»
- Обладатель Кубка гигантов КОНКАКАФ — 2001